# Izvorălu, Mehedinți
Izvorălu este un sat în comuna Tâmna din județul Mehedinți, Oltenia, România.